# A Lista
A Lista (eredetileg angolul The List) a South Park című rajzfilmsorozat 167. része (a 11. évad 14. epizódja). Elsőként 2007. november 14-én sugározták az Egyesült Államokban. Magyarországon 2008. augusztus 1-jén mutatta be az MTV.

## Cselekmény
|  | Alább a cselekmény részletei következnek! |

Butters megtudja, hogy a lányok listát készítettek a fiúkról, hogy ki a legcukibb és ki a legrondább. Cartman rögtön tervet eszel ki, hogy megszerezzék a lányoktól a listát. Bebe megmondja, hogy Nelly őrzi a listát, és hogy ő biztos nem mutatja meg. Cartman terve szerint Craig eltereli Nelly figyelmét, majd Butters tökön rúgja és Kenny megszerzi a listát. Az akció sikertelen lesz, de Cartman szerint sokat tanultak belőle, pl. azt, hogy a lányoknak nincsenek golyóik. Másodszorra már sikerül megszerezni, és Kyle megdöbbenve látja, hogy a lányok szerint ő a legcsúnyább az osztályban. Cartman az utolsó előtti, ennek ellenére cikizi Kyle-t, mert nála jobb. Kyle másnap odaül a csúnyák mellé, álmában Abraham Lincoln is meglátogatja, és arról próbálja meggyőzni, hogy attól, hogy valaki csúnya, még lehet sikeres, és hogy igazából a szép gyerekek vannak elátkozva, mert nem alakul ki a személyiségük.
Wendy és Stan nyomozni kezdenek, és kiderítik, hogy a szavazatokat rosszul számolták össze, mert senki sem Clyde-ot szavazta meg a legszebbnek, de mivel Clyde apjának cipőboltja van a plázában, átírták a listát, hogy ő legyen az első, hogy így a lányok randizhassanak Clyde-dal, és mindenkinek adjon legalább egy új cipőt. Wendy megszerzi az igazi listát, és Kyle-t keresi Stannel együtt, hogy megmutassa neki, de Kyle éppen az iskola felgyújtására készül. Az iskola tetején találkoznak, ahová megérkezik Bebe egy pisztollyal, majd később a rendőrség is. Wendyvel verekedni kezdenek, a pisztoly elsül, de pár döbbent pillanat után úgy tűnik, senkit sem talált el. Később kiderül, hogy Kennyt találta el, aki otthonában az asztalnál evett. Kyle pedig azt mondja, nem akarja tudni, hányadik a listán, ezért elégetik. Az epizód végén Stan és Wendy újra összejönnek.

### A hamis lista
1. Clyde

2. Token

3. Stan

4. Bradley

5. Jason

6. Leroy

7. Kenny

8. Tweek

9. Kevin

10. Jimmy

11. Butters

12. Craig

13. Timmy

14. Francis

15. Cartman

16. Kyle

### Kenny halála
Kenny akkor hal meg, amikor Wendy lefogja a pisztolyt, és Bebével véletlen ellövik. Kennyt fejen találja a golyó.

## Utalások
- A betört üveg látható a Dekoltázs őrnagyban.

## Érdekesség
- Ez Kenny első igazi halála a 9. évad Legek harca c. részétől.
- Pip, Dog Poo, Bill, Terrance és Fosse nem szerepelnek a listán
- Az alkotók csináltak egy alternatív befejezést is ehhez a részhez, ahol megnézik az igazi listát és kiderül, hogy Cartman az utolsó és az epizód végén ő ül be a csúnyák közé. Végül mégis azt a befejezést választották az alkotók, hogy nem tudják meg, hogy a valós listán ki hanyadik. Hasonló alternatív befejezés készült a Casa Bonita című részhez is, ott Cartman nem jut be az étterembe hanem még előtte elkapják.
- Esetlen külsejük ellenére Shelley Marsh és Anna Polk nincs a rusnya gyerekek közt.

|  | Itt a vége a cselekmény részletezésének! |